# Campeonato Mundial de Optimist
El Campeonato Mundial de Optimist es la máxima competición de la clase de vela Optimist. Se realiza anualmente desde 1962 bajo la supervisión de la International Optimist Dinghy Association (IODA) y de la Federación Internacional de Vela (ISAF). 
El ganador recibe la Beacon Challenge Cup.

## Palmarés
| Año  | Sede                                                         | Campeón                |
| ---- | ------------------------------------------------------------ | ---------------------- |
| 1962 | Reino Unido                                                  | A. Quiding             |
| 1963 | Suecia                                                       | B. Baysen              |
| 1964 | Dinamarca                                                    | Poul Andersen          |
| 1965 | Finlandia                                                    | Ray Larsson            |
| 1966 | Estados Unidos (Miami)                                       | Doug Bull              |
| 1967 | Austria                                                      | Peter Warrer           |
| 1968 | Francia                                                      | Peter Warrer           |
| 1969 | Reino Unido                                                  | Doug Bull              |
| 1970 | España (Club Náutico Arenys de Mar)                          | James Larimore         |
| 1971 | Alemania                                                     | Heikki Vahtera         |
| 1972 | Suecia                                                       | Tomás Estela           |
| 1973 | -Cancelado-                                                  |                        |
| 1974 | Suiza                                                        | Martín Billoch         |
| 1975 | Dinamarca (Århus)                                            | Hans Fester            |
| 1976 | Turquía (Ankara)                                             | Hans Wallén            |
| 1977 | Yugoslavia (Yarinca)                                         | Patrik Mark            |
| 1978 | Francia (La Baule)                                           | Rickard Hammarvid      |
| 1979 | Tailandia (Pattaya)                                          | Johan Peterson         |
| 1980 | Portugal (Cascaes)                                           | Johan Peterson         |
| 1981 | Irlanda (Howth)                                              | Guido Tavelli          |
| 1982 | Italia                                                       | Njaal Sletten          |
| 1983 | Brasil                                                       | Jordi Calafat          |
| 1984 | Canadá                                                       | Serge Kats             |
| 1985 | Finlandia                                                    | Serge Kats             |
| 1986 | España ( GEN Roses )                                         | Xavier García          |
| 1987 | Países Bajos                                                 | Sabrina Landi          |
| 1988 | Francia                                                      | Ugo Vanello            |
| 1989 | Japón                                                        | Peder Rønholt          |
| 1990 | Portugal                                                     | Martín di Pinto        |
| 1991 | Grecia                                                       | Agustín Krevisky       |
| 1992 | Argentina (Club Náutico Mar del Plata)                       | Ramón Oliden           |
| 1993 | España (Club Náutico de Ciudadela)                           | Mats Hellman           |
| 1994 | Italia                                                       | Martín Jenkins         |
| 1995 | Finlandia                                                    | Martín Jenkins         |
| 1996 | África del Sur                                               | Lisa Westerhof         |
| 1997 | Irlanda (Carrickfergus)                                      | Luca Bursic            |
| 1998 | Portugal (Tróia)                                             | Mattia Pressich        |
| 1999 | Francia                                                      | Mattia Pressich        |
| 2000 | España (Real Club Náutico de La Coruña)                      | Sime Fantela           |
| 2001 | China (Qingdao)                                              | Lucas Calabrese        |
| 2002 | Estados Unidos (Corpus Christi Yacht Club)                   | Filip Matika           |
| 2003 | España (Real Club Náutico de Gran Canaria)                   | Filip Matika           |
| 2004 | Ecuador (Salinas Yacht Club)                                 | Wei Ni                 |
| 2005 | Suiza (St. Moritz)                                           | Tina Lutz              |
| 2006 | Uruguay (Yacht Club Uruguayo)                                | Julian Autenrieth      |
| 2007 | Italia (Yacht Club Cagliari)                                 | Chris Steele           |
| 2008 | Turquía (Cesme)                                              | Raúl Ríos              |
| 2009 | Brasil (Clube Naval Charitas)                                | Sinclair Jones         |
| 2010 | Malasia (Langkawi)                                           | Noppakao Poonpat       |
| 2011 | Nueva Zelanda (Napier Sailing Club)                          | Kimberly Lim           |
| 2012 | República Dominicana (Club Náutico de Santo Domingo)         | Yukie Yokoyama         |
| 2013 | Italia (Fraglia della vela Riva)                             | Loh Jia Yi             |
| 2014 | Argentina (Club Náutico San Isidro)                          | Nicolas Rolaz          |
| 2015 | Polonia (Dziwnów)                                            | Rok Verderber          |
| 2016 | Portugal (Clube Internacional da Marina de Vilamoura)        | Max Wallenberg         |
| 2017 | Tailandia (Royal Varuna Yacht Club)                          | Marco Gradoni          |
| 2018 | Chipre (Famagusta Nautical Club)                             | Marco Gradoni          |
| 2019 | Antigua y Barbuda (Antigua Yacht Club)                       | Marco Gradoni          |
| 2020 | -Cancelado por la Pandemia de COVID-19-                      |                        |
| 2021 | Italia (Fraglia Vela Riva)                                   | Alex di Francesco Kuhl |
| 2022 | Turquía (Bodrum Belediyesi Bodrum Spor Kulübü Yelken Şubesi) | Weka Bhanubandh        |
| 2023 | España (Club de Vela la Ballena Alegre)                      | Henric Wigforss        |
| 2024 | Argentina (Club Náutico Mar del Plata)                       | Iason Panagopoulos     |